# Cnephalocotes simpliciceps
Cnephalocotes simpliciceps är en spindelart som beskrevs av Simon 1900. Cnephalocotes simpliciceps ingår i släktet Cnephalocotes och familjen täckvävarspindlar. Inga underarter finns listade i Catalogue of Life.